# Olympische Winterspiele 2014/Teilnehmer (Lettland)
| Gelbes Symbol für Goldmedaillen mit stilisierten Olympischen Ringen | Graues Symbol für Silbermedaillen mit stilisierten Olympischen Ringen | Braundes Symbol für Bronzemedaillen mit stilisierten Olympischen Ringen |
| ------------------------------------------------------------------- | --------------------------------------------------------------------- | ----------------------------------------------------------------------- |
| 1                                                                   | 1                                                                     | 3                                                                       |

Lettland nahm an den Olympischen Winterspielen 2014 in Sotschi mit 58 Athleten in neun Sportarten teil. Fahnenträger der lettischen Delegation bei der Eröffnungszeremonie war Sandis Ozoliņš.

## Sportarten

### Biathlon
| Frauen - Žanna Juškāne - 7,5 km Sprint: 79. Platz - 15 km Einzel: DNF | Männer - Andrejs Rastorgujevs - 10 km Sprint: 17. Platz - 12,5 km Verfolgung: 9. Platz - 20 km Einzel: 33. Platz - 15 km Massenstart: |

### Bob
| Männer - Oskars Melbārdis Zweierbob: Bronze Viererbob: Gold - Daumants Dreiškens Zweierbob: Bronze Viererbob: Gold - Jānis Strenga Viererbob: Gold - Arvis Vilkaste Viererbob: Gold | - Oskars Ķibermanis Zweierbob Viererbob - Vairs Leiboms Zweierbob Viererbob - Helvijs Lūsis Viererbob - Raivis Broks Viererbob |

### Eishockey
Männer
| Torhüter: - Kristers Gudļevskis ( Syracuse Crunch) - Edgars Masaļskis (ohne Klub) - Ervīns Muštukovs ( Esbjerg IK) Verteidiger: - Oskars Bārtulis ( HK Donbass Donezk) - Ralfs Freibergs ( Bowling Green State University) - Artūrs Kulda ( Salawat Julajew Ufa) - Sandis Ozoliņš (Dinamo Riga) - Georgijs Pujacs (Dinamo Riga) - Krišjānis Rēdlihs (Dinamo Riga) - Arvīds Reķis (Dinamo Riga) - Kristaps Sotnieks (Dinamo Riga) | Stürmer: - Armands Bērziņš ( HK Beibarys Atyrau) - Mārtiņš Cipulis (Dinamo Riga) - Lauris Dārziņš (Dinamo Riga) - Kaspars Daugaviņš ( Genève-Servette HC) - Zemgus Girgensons ( Buffalo Sabres) - Miks Indrašis (Dinamo Riga) - Koba Jass ( Bílí Tygři Liberec) - Mārtiņš Karsums ( HK Dynamo Moskau) - Ronalds Ķēniņš ( ZSC Lions) - Vitālijs Pavlovs (Dinamo Riga) - Miķelis Rēdlihs ( Lokomotive Jaroslawl) - Jānis Sprukts ( Lokomotive Jaroslawl) - Juris Štāls ( HK Poprad) - Herberts Vasiļjevs ( Krefeld Pinguine) |

### Eisschnelllauf
Männer
- Haralds Silovs
500 m: 37. Platz
1000 m: 24. Platz
1500 m: 14. Platz

### Rodeln
| Frauen - Elīza Tīruma Team-Staffel Bronze 12. Platz - Ulla Zirne 18. Platz | Männer - Inārs Kivlenieks 16. Platz - Kristaps Mauriņš 21. Platz - Mārtiņš Rubenis Team-Staffel Bronze 10. Platz | Doppelsitzer - Oskars Gudramovičs & - Pēteris Kalniņš 10. Platz - Andris Šics & - Juris Šics Herren-Doppelsitzer Bronze Team-Staffel Bronze |

### Shorttrack
Männer
- Roberto Puķītis
1500 m: 15. Platz

### Skeleton
| Frauen - Lelde Priedulēna 14. Platz | Männer - Martins Dukurs Silber - Tomass Dukurs 4. Platz |

### Ski Alpin
| Frauen - Agnese Āboltiņa - Lelde Gasūna | Männer - Mārtiņš Onskulis - Roberts Rode - Kristaps Zvejnieks |

### Skilanglauf
| Frauen - Inga Dauškāne | Männer - Arvis Liepiņš - Jānis Paipals |